# لافرانية
لافرانية (الاسم العلمي: Laverania) هي جنيس من المتصورة، تتبع جنس متصورة.